# Clinteria spuria
Clinteria spuria är en skalbaggsart som beskrevs av Hermann Burmeister 1847. Clinteria spuria ingår i släktet Clinteria och familjen Cetoniidae. Inga underarter finns listade i Catalogue of Life.